# D.J. 홀튼
데니스 숀 홀튼 주니어(Dennis Sean "D. J." Houlton Jr, 1979년 8월 12일 ~ )은 미국의 야구 선수이자, 전 KBO 리그 KIA 타이거즈의 투수이다.

## KBO 리그시절
2014년 KIA 타이거즈의 외국인 투수로 영입되었다. 그는 일본 프로야구 다승왕 출신이라 화제가 많이 되었다. 그는 4월에는 다승왕 출신다운 모습을 보였으나 날이 갈수록 두산 베어스를 제외한 모든 팀에게 부진이 계속되었고 17경기에서 5승 8패 평균자책점 4.80로 다승왕 출신다운 모습을 보이지 못했다. 설상가상 연골부상이 발견되면서 결국 웨이버 공시 마감일인 7월 24일에 방출되었다. 그를 대신해 저스틴 토마스가 영입되었다.

## 주요 정보

### 통산 기록

#### NPB
2008년 28경기 출장 11경기 선발 4승 7패 6세이브 방어율 4.27
2009년 25경기 출장 25경기 선발 11승 8패 방어율 2.89
2010년 16경기 출장 16경기 선발 8승 6패 방어율 5.70
2011년 26경기 출장 26경기 선발 19승 6패 방어율 2.19
2012년 25경기 출장 25경기 선발 12승 8패 방어율 2.45
2013년 18경기 출장 18경기 선발 9승 4패 방어율 3.73

### 수상 내역

#### NPB
- 최다승 투수(2011년)

## 같이 보기
- 릭 거톰슨
- 크리스 니코스키
- 제이슨 스탠드리지